# پروانه دریایی
پروانهٔ دریایی از جانوران نرم‌تن آبزی است که در اصل نوعی حلزون شناگر و آبزی به‌شمار می‌آید.
این جانور متعلق به زیرردهٔ راست‌شکم‌پایان (Orthogastropoda) و بالاراستهٔ دگرآبششان (Heterobranchia)، راستهٔ پُشت‌آب‌ششان (Opisthobranchia)، زیرراستهٔ پروانه‌های دریایی (Thecosomata) است. از آن‌جا که پروانه‌های دریایی بر خلاف اکثر شکم‌پایان دیگر، تمامی عمر خود را در حالت پلانکتونی می‌گذرانند آن‌ها را جانورانی تمام‌پلانکتونی (Holoplanktonic) می‌نامند.
از دیدگاه زمین‌شناختی، پروانه‌های دریایی گروهی تازه هستند و از دوره پالئوسن پسین تکامل یافته و به دوره نوزیستی رسیده‌اند.
پروانه‌های دریایی بیشتر از پلاکتون‌ها تغذیه می‌کنند ولی گاه فعالانه دست به شکار هم می‌زنند.
پروانه‌های دریایی هر روز به طور دسته‌جمعی در ستونی عمودی به دنبال پلانکتون‌ها به اعماق دریا می‌کوچد و شب‌ها در سطح آب به شکار باز می‌گردد. به هنگام فرورفتن به اعماق، پروانهٔ دریایی باله‌های خود را رو به بالا می‌گیرد.